# Wirbelstrommühle
Eine Wirbelstrommühle (auch Whirlwind-Mill) ist eine Schlägermühle für die Fein- und Feinstvermahlung in der Verfahrenstechnik.

## Aufbau
Wirbelstrommühlen bestehen im Wesentlichen aus einem Mühlendeckel, einem Statorgehäuse, und einem sich drehendem Rotor, der von U-förmigen Mahlwerkzeugen umgeben ist und auf zwei Werkzeugträgerringen montiert ist. Der Rotor und Stator sind konisch mit etwa 12°, was es ermöglicht, den Mahlspalt im Bereich 0–8 mm in einfacher Weise durch Anheben oder Absenken des Stators zu verändern. Der Rotor rotiert meist in vier Ebenen im Mühlenuntergehäuse, welches gegen Verschleiß durch eine geriffelte Mahlbahn geschützt ist. Die Innenseite des Mühlendeckels ist zudem mit Verschleißschutzsegmenten ausgekleidet, welche so gestaltet sind, dass eventuelles „Spritzkorn“ zurückgehalten wird. Durch einen Sekundärluftstutzen kann der Gesamtluftstrom getrennt werden, das heißt die Einstellung des Luftstroms für das Vermahlen erfolgt unabhängig vom Förderluftstrom.

## Funktionsweise
Das Mahlgut wird über einen Einlaufkasten in die Mühle geführt, wobei es beim Auftreffen auf den Rotor vorzerkleinert wird. Die Schlägerleisten des Rotors bewirken eine Beförderung des Mahlguts in den seitlichen Mahlraum des Rotors, wo es feinzerkleinert wird. Die Zerkleinerung findet durch eine Kombination von Prallmahleffekten zwischen dem Mahlgut und der Mahlbahn, jedoch vor allem durch das gegenseitige Aufprallen der Mahlpartikel statt. Dieser sogenannte Strahlmahleffekt entsteht durch die intensive Verwirbelung des Produktes in der Mahlzonen. Die Wirbelstrommühle ist geeignet für die Feinmahlung trockener Produkte bis in Feinheiten von 10 bis 20 Mikrometer. Mahlspalt, Luftvolumenstrom und Rotordrehzahl sind für die Einstellung der Partikelendfeinheit von Bedeutung.
Der wesentliche Unterschied zu herkömmlich bekannten Schlägermühlen besteht darin, dass die Zerkleinerung durch eine Kombination von Prallmahleffekten zwischen Partikeln und Mahlbahn und vor allem durch Aufprall Partikel gegen Partikel selber stattfindet. Dieser sogenannte Strahlmahleffekt und somit der Namensgeber für die Wirbelstrommühle entsteht durch die intensive Verwirbelung des Produktes in der eigentlichen Mahlzone selbst und ist einer der Hauptgründe für die hohe Effizienz dieses Verfahrens, welches Feinmahlung trockener Produkte bis in Feinheiten von 10–20 Mikrometer ermöglicht. Anwendungsbereiche sind Pulverlacke, Mineralien, Gewürze, Weizenmehl, Chemikalien, Wachse, Nahrungs- und Futtermittel, Farbstoffe, Gummi sowie Kunststoffe.

## Anwendungen
Wirbelstrommühlen werden hauptsächlich für die Fein- und Feinstvermahlung von weichen bis mittelharten Materialien verwendet. Darüber hinaus können sie zur Mahl-Coatierung, Kryogen-Mahlung, Mahlmischung und Mahltrocknung weicher und mittelharter Produkte eingesetzt werden, wobei die maximale Korngröße produktabhängig ist.
Man findet die Wirbelstrommühle in verschiedenen Branchen wie Chemie-, Kunststoff-, Baustoff- und Nahrungsmittelindustrie.
Weit verbreitet sind Wirbelstrommühlen auch im Bereich der Zerfaserung von organischen Materialien wie zum Beispiel bei Hanf oder Zellulose. Das aufgefaserte Material wird als natürlicher Dämmstoff in der Bauindustrie eingesetzt.